# George Tomlinson (Geistlicher)
George Tomlinson (* 12. März 1794 in Lancashire; † 6. Februar 1863 in Gibraltar) war ein britischer Geistlicher der Anglikanischen Kirche und seit 1842 deren erster Lord Bishop of Gibraltar in Europe mit Zweitsitz auf Malta und Zuständigkeit für den gesamten europäischen Kontinent.

## Leben
Right Reverend Tomlinson, aus alter walisischer Familie, besuchte die St. Saviour's Grammar School und studierte ab 16. Oktober 1818 am St. John’s College in Cambridge. Im Jahr 1820 gründete er dort die Cambridge Apostles, ein nach dem Vorbild der Freimaurerei gebildeter elitärer, intellektueller Geheimbund an der University of Cambridge. Sein Studium schloss er am 18. April 1822 mit dem Bachelor of Arts ab, machte 1826 den Master of Arts und promovierte schließlich 1842 zum Doktor der Theologie.
Von 1831 bis 1842 war er Sekretär der Society for Promoting Christian Knowledge. Seine Karriere als Geistlicher begann er als Kaplan des Bischofs von London, dann war er Hofmeister in Sir Robert Peels Familie. Von 1832 bis 1842 war er Pfarrer der St. Matthew’s Chapel an der Straße Spring Gardens in Westminster (London).
Am 24. August 1842 empfing er in der Westminster Abbey seine Bischofsweihe und wurde am 6. November 1842 in sein Amt als „Lord Bischof von Gibraltar in Europa“ mit einem Gehalt von 1.200 englischen Pfund eingeführt. Im April 1843 machte er sich auf die Reise nach Malta, für das er ebenfalls zuständig war, und erreichte Gibraltar am 3. August 1843, wo er seitdem in der Kathedrale der Heiligen Dreifaltigkeit (Cathedral of the Holy Trinity), der Mutterkirche der Diözese in Europa, seinen Dienst tat. Dieses Amt hatte er bis zu seinem Tod am 6. Februar 1863 inne. Er war der erste anglikanische Bischof von Gibraltar und in dieser Funktion verantwortlich für alle außerhalb Großbritanniens lebenden oder reisenden Mitglieder seiner Glaubensgemeinschaft. Deshalb war er auch um 1860 Vorsitzender eines Kirchenkomitees in Bad Kissingen, das in dem bayerischen Staatsbad ab 1855 eine anglikanische Kirche bauen ließ, die nach siebenjähriger Bauzeit und ausnahmslos finanziert durch Spenden endlich 1862 geweiht werden konnte.
Tomlinson heiratete in erster Ehe am 21. November 1848  auf Schloss Eaglescairnie (Lothian (Schottland)) Louisa Stuart (* 15. Oktober 1815; † 15. September 1850), die älteste Tochter des späteren Generals Sir Patrick Stuart (1777–1855) auf Eaglescairnie, Großkreuz-Ritter des Order of St. Michael and St. George und ehemals Gouverneur von Malta, und der Catharine-Henrietta Rodney (1791–1870). In zweiter Ehe heiratete er am 6. Januar 1855 im Londoner Stadtteil St. James's Eleanor Jane Mackenzie-Fraser († 22. Oktober 1858), die Tochter von Colonel Charles Mackenzie-Fraser (1792–1871), Herr auf Castle Fraser und Inverallochy in Aberdeenshire (Schottland), und der Jane Hay. Das Ehepaar zog nach Malta, wo auch die drei Kinder geboren wurden. Als Tomlinson im Februar 1863 starb, wurden seine drei kleinen Kinder Eleanor (* 21. März 1856; † 4. April 1944), George (* 16. April 1857) und Mary (* 10. Mai 1858) zu Vollwaisen.
Auf Malta versah Tomlinson seinen Dienst in der Hauptstadt Valletta in der Prokathedrale St. Paul, wo noch heute ein Denkmal an ihn erinnert. Es gibt ein in Öl-Porträt, gemalt von Lowes Cato Dickinson (1819–1908).
In einer Spezialbücherei der University of Aberdeen sind heute seine astronomischen und archäologischen Aufzeichnungen archiviert.

## Veröffentlichungen
- On the royal names and titles on the sarcophagus in the British Museum, formerly called the tomb of Alexander, in: Transactions of the Royal Society of Literature, Band 2, 1834
- On the astronomical ceiling of the Memnonium at Thebes, in: Transactions of the Royal Society of Literature, Band 3, 1839
- On a royal Egyptian coffin in the British Museum, in: Transactions of the Royal Society of Literature, Band 3, 1839
- On the Flaminian obelisk, in: Transactions of the Royal Society of Literature, Serie 2, Band 1, 1843, Seite 176–191 (Digitalisat)